# Ажетобен
Ажетобен (фр. Hagetaubin) насеље је и општина у југозападној Француској у региону Аквитанија, у департману Атлантски Пиринеји која припада префектури По.
По подацима из 2011. године у општини је живело 555 становника, а густина насељености је износила 29,46 становника/km². Општина се простире на површини од 18,87 km². Налази се на средњој надморској висини од 91 метар (максималној 128 m, а минималној 64 m).

## Демографија
| 1962. | 1968. | 1975. | 1982. | 1990. | 1999. | 2011. |
| ----- | ----- | ----- | ----- | ----- | ----- | ----- |
| 507   | 482   | 457   | 412   | 440   | 441   | 555   |

График промене броја становника у току последњих година